# GS–301

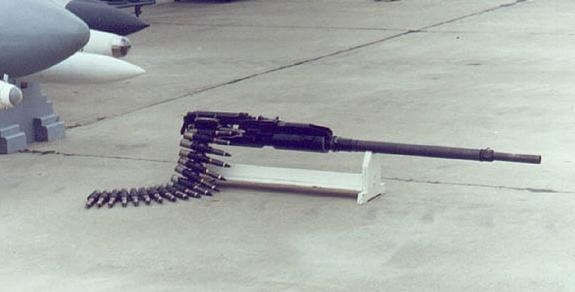
GS–301 repülőgép-fedélzeti gépágyú

A Grajzev–Sipunov GS–301 (GRAU-kódja: 9A–4071K) a Szovjetunióban az 1980-as évek elején kifejlesztett 30 mm-es repülőgép-fedélzeti gépágyú. A negyedik generációs szovjet és orosz harci repülőgépek beépített fedélzeti fegyvere, először a Szu–27-nél és a MiG–29-nél jelent meg.
A gépágyú a gyalogsági harcjárműveknél alkalmazott 30 mm-es 2A42 típusjelű fegyveren alapul. A fegyvert Tulában a Finommechanikai Tervezőiroda fejlesztette ki a Szuhoj T–10-hez (a Szu–27 prototípusa) és az Izsevszki Gépgyár (IZSMAS) gyártja.
A mindössze 46 kg tömegű gépágyú kategóriájában a legkönnyebb fegyver, ennek azonban az az ára, hogy rendkívül kicsi az élettartama, a csőnek mindössze 1000, az egész gépágyúnak pedig 2000 lövés. Elméleti tűzgyorsasága viszonylag alacsony, mindössze 1800 lövés/perc, ezt azonban a fegyver nagy pontossága részben kompenzálja. (A cső kímélése érdekében a tűzgyorsaságot a vezérlő elektronika 1500 lövés/perc értékre korlátozza.) Lőszer-javadalmazása 150 db.
A fegyver vezérlése elektromos (27 V-os), távirányítású. A lőszerek elektromos gyújtásúak. Hevederes lőszeradagolású. 9–А–4002 típusú repesz-romboló és 9–А–4511A típusú nyomjelzős páncéltörő lőszerek használhatók hozzá. A fegyver egycsövű, csőhátrasiklásos rendszerű. Az első olyan szovjet, illetve orosz repülőgép-fedélzeti gépágyú, amelynél vízhűtést alkalmaztak. A töltényűr hűtésére használják a vízhűtést, ez egy zárt rendszer, tehát a hűtővíz nem párolog el, illetve nagyon kis mennyiség jut a szabadba a rendszer zártságától függően pl.:elöregedett tömítőgyűrű.Maga hűtő folyadék nyáron desztillált víz, télen pedig 30%glicerin ,30% szesz ,40% desztillált víz.Azokban a repülőgépekben, amelyek 150 db-os lőszerkészlettel rendelkeznek van még a töltényűr hűtésére egy plusz levegő hűtő rendszer is, ez a Mig-29 esetében csak a harci együléses változatoknál létezik. A kétüléses UB változatoknál-mivel a teljes lőszer javadalmazásuk 50-elhagyták a levegőhűtést.  A víztartályában 0,7 l hűtővíz tárolható.

## Alkalmazás
A gépágyút a következő orosz harci repülőgépeknél alkalmazzák:
- Szu–27 (a jobb oldali szárnytőben)
- MiG–29 (a bal oldali szárnytőben)
- Szu–33 (a jobb oldali szárnytőben)
- Jak–141 (sorozatban nem gyártották)
- Il–102 (sorozatban nem gyártották)

## Műszaki adatai
- Űrméret: 30 mm
- Tűzgyorsaság: 1500 lövés/perc
- Csőtorkolati sebesség: 875–900 m/s
- Tömeg: 46 kg
- Fegyver hossz: 1978 mm
- Szélesség: 156 mm
- Lőszer-javadalmazás: 150 db
- Hatásos lőtávolság: 1200–1800 m

## Külső hivatkozások
- A fegyvert kifejlesztő KBP honlapja Archiválva 2008. december 11-i dátummal a Wayback Machine-ben
- A gyártó IZSMAS honlapja